# Пятнистые синицы
Пятнистые синицы (лат. Pardaliparus) — род птиц из семейства синицевых. Представителей рода ранее относили к роду Parus, но были перенесены в род Pardaliparus, когда Parus был разделен на несколько возрожденных родов после публикации подробного молекулярно-филогенетического анализа в 2013 году. Научное название рода Pardaliparus происходит от др.-греч. παρδαλος — леопард и научного названия рода синиц (Parus).

## Виды
В состав рода включают три вида:
| Изображение | Научное название        | Русское название   | Распространение |
| ----------- | ----------------------- | ------------------ | --------------- |
|             | Pardaliparus venustulus | Желтобрюхая синица | Китай           |
|             | Pardaliparus elegans    | Пантеровая синица  | Филиппины       |
|             | Pardaliparus amabilis   | Капуциновая синица | Филиппины       |